# Stjepan Babić

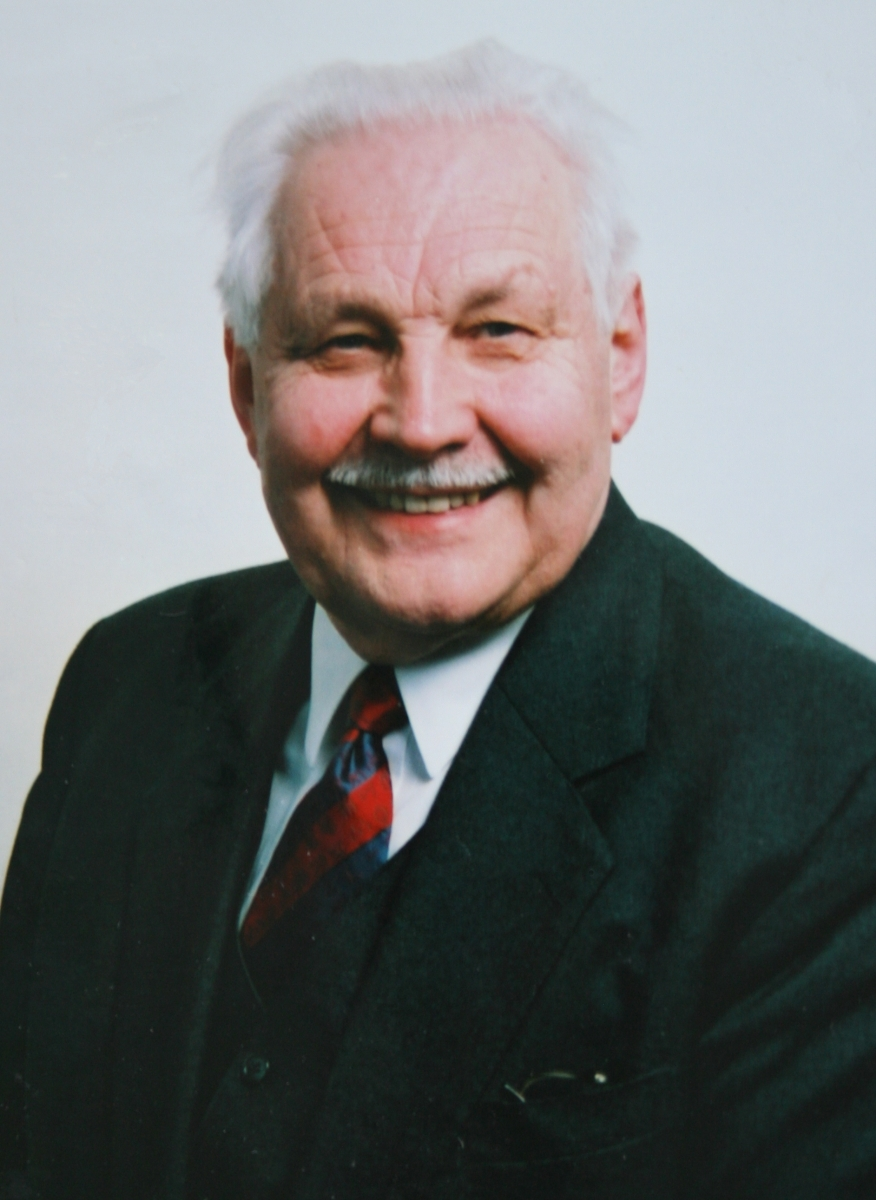
Stjepan Babić (2008)

Stjepan Babić (* 29. November 1925 in Oriovac; † 27. August 2021 in Zagreb) war ein kroatischer Kroatist und Linguist. Er hat als Linguist mehr als 1000 Schriften und Beiträge veröffentlicht.

## Leben
Stjepan Babić besuchte Gymnasien in Slavonski Brod, Osijek und Zagreb.
Aus politischen Gründen (Widerstand gegen sozialistische Diktatur) war er für kurze Zeit im Gefängnis. Nachdem er aus dem Gefängnis entlassen worden war, studierte er Kroatisch, Russisch und Deutsch an der Philosophischen Fakultät der Universität Zagreb. Babić diplomierte 1955 und wurde 1962 promoviert. Er lehrte von 1975 bis 1991 als Professor für moderne kroatische Sprache an der Universität Zagreb.
Babić war Vizepräsident der Matica hrvatska von 1989 bis 1992 und Parlamentarier im Rat der Gemeinden der Sabor von 1993 bis 1997. Der Kroatischen Akademie der Wissenschaften und Künste gehörte er ab 1977 an, ab 1991 als ordentliches Mitglied.

## Auszeichnungen
- Bartol-Kačić-Preis für wissenschaftliche Wirkung und Erforschen der kroatischen Sprache (Zagreb, 1991)
- Orden der Danica Hrvatska für besondere Verdienste in der Wissenschaft (Zagreb, 1995)
- Orden des Ante Starčević (Zagreb, 1996)